# Culhuacán (estación)
Culhuacán es una de las estaciones que forman parte del Metro de la Ciudad de México, perteneciente a la Línea 12. Se ubica al oriente de la Ciudad de México, en la alcaldía Iztapalapa.

## Información general

### Nombre e Iconografía

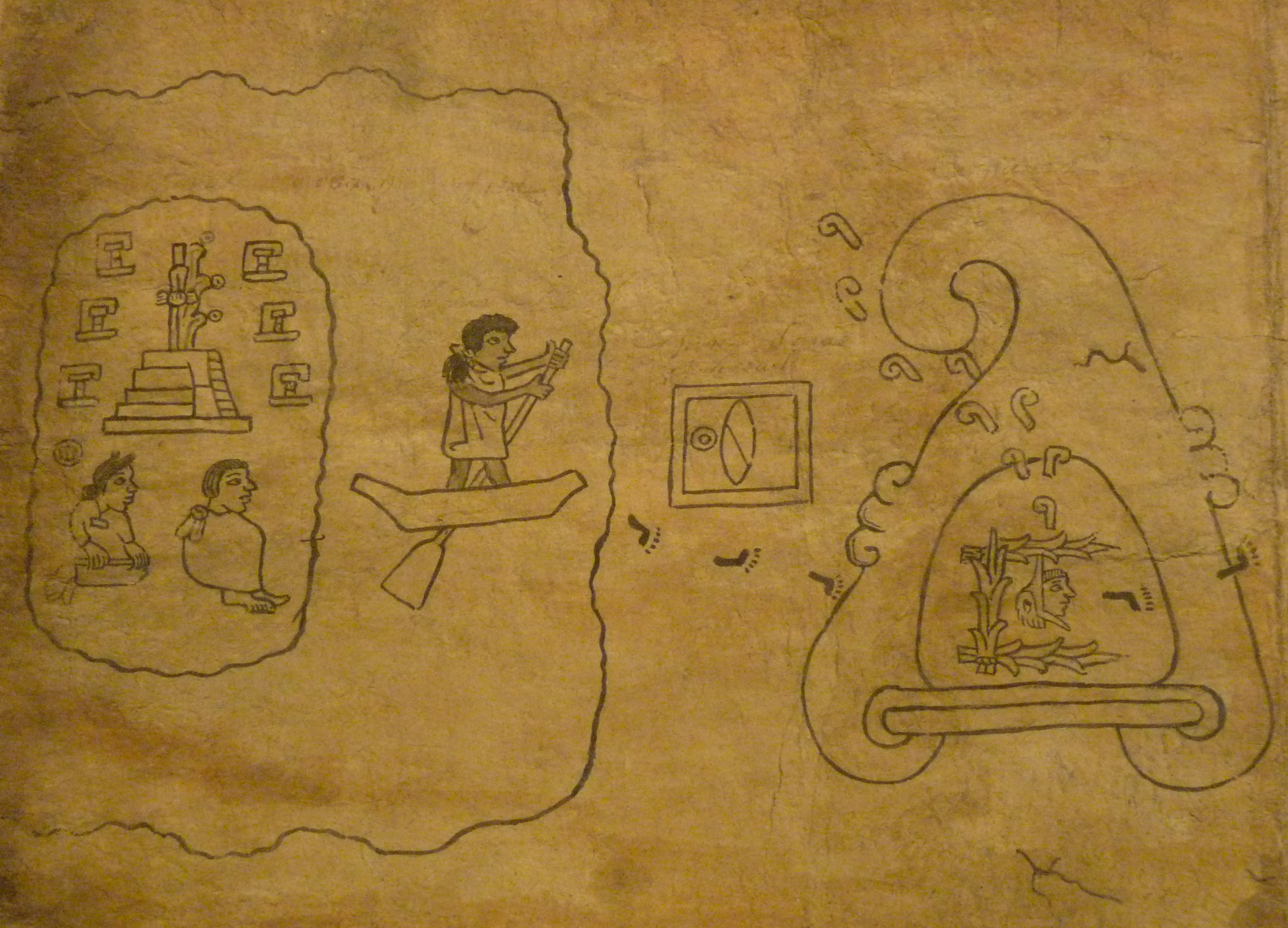
Representación del glifo Colhuacan (der.) en el primer folio de la Tira de la Peregrinación.

El nombre lo recibe al estar situada en el pueblo de Culhuacán uno de los 16 pueblos que forman parte del territorio de Iztapalapa. El ícono de la estación representa el glifo de Culhuacán, que significa; "Cerro encorvado por el centro de la estrella" y que también se puede traducir como "Lugar de Culhuas".

### Incidencias
La estación se mantuvo fuera de servicio desde el 12 de marzo de 2014 hasta el 27 de octubre de 2015, debido a trabajos de mantenimiento mayor que se realizaron entre estas fechas, volviendo a funcionar con normalidad hasta el 29 de noviembre de 2015.
Nuevamente la estación permaneció cerrada desde el 4 de mayo de 2021 por seguridad, debido a un desplome que ocurrió en la interestación Tezonco-Olivos con dirección a Tláhuac y que dejara un saldo de 27 fallecidos y 80 heridos. Volviendo a operar con normalidad el 15 de julio de 2023.

## Afluencia
La siguiente tabla presenta la afluencia de la estación en el año 2014, organizados en días laborales, fines de semana y días festivos. Debido al cierre indefinido de las estaciones externas desde el mes de marzo del mismo año, la afluencia se promedió con las cifras obtenidas hasta el 12 de marzo.
| Día           | Afluencia promedio |
| ------------- | ------------------ |
| Laboral       | 2,116              |
| Fin de semana | 1,576              |
| Día festivo   | 1,216              |

La siguiente tabla muestra la afluencia de la estación en los últimos 10 años:
| Afluencia Anual de Pasajeros | Afluencia Anual de Pasajeros | Afluencia Anual de Pasajeros | Afluencia Anual de Pasajeros | Afluencia Anual de Pasajeros | Afluencia Anual de Pasajeros |
| ---------------------------- | ---------------------------- | ---------------------------- | ---------------------------- | ---------------------------- | ---------------------------- |
| Año                          | Afluencia                    | A Diario                     | Ranking                      | Incremento                   | Ref.                         |
| 2023                         | 1,484,572                    | 4,067                        | 169°/187                     | X                            | [ 8 ]                        |
| 2022                         | 0                            | 0                            | X                            | -100.00%                     | [ 9 ]                        |
| 2021                         | 1,179,625                    | 3,231                        | 166°/195                     | -68.40%                      | [ 10 ]                       |
| 2020                         | 3,733,417                    | 10,200                       | 100°/195                     | -33.14%                      | [ 11 ]                       |
| 2019                         | 5,583,585                    | 15,297                       | 118°/195                     | +5.80%                       | [ 12 ]                       |
| 2018                         | 5,277,511                    | 14,458                       | 124°/195                     | +11.09%                      | [ 13 ]                       |
| 2017                         | 4,750,865                    | 13,016                       | 128°/195                     | +10.22%                      | [ 14 ]                       |
| 2016                         | 4,310,520                    | 11,777                       | 139°/195                     | +630.65%                     | [ 15 ]                       |
| 2015                         | 589,953                      | 1,616                        | 188°/195                     | -26.12%                      | [ 16 ]                       |
| 2014                         | 798,544                      | 2,187                        | 191°/195                     | -80.51%                      | [ 17 ]                       |

## Conectividad

### Salidas
- Oriente: Av. Tláhuac Colonia Pueblo Culhuacán.
- Poniente: Av. Tláhuac Colonia Pueblo Culhuacán.

### Conexiones
Existen conexiones con las estaciones y paradas de diversos sistemas de transporte:
Metrobús de la Ciudad de México (a distancia):
- Línea 5 del Metrobús de la Ciudad de México (Río de los Remedios / Preparatoria 1):
  - Calzada Taxqueña.

Servicio de Transportes Eléctricos de la Ciudad de México
- Línea 7 del Trolebús de la Ciudad de México (Ciudad Universitaria / Periférico Oriente):
  - Culhuacán.

Corredores Concesionados
- Zonal 3: Zona de Culhuacán (CULHUACANES) (Tasqueña / Los Reyes Culhuacán, Unidad San Marcos).

## Sitios de interés
- Ex Convento de Culhuacán
- Molino de papel de Culhuacán